# IC 2802
IC 2802 је елиптична галаксија у сазвјежђу Лав која се налази на листи објеката дубоког неба у Индекс каталогу.
Деклинација објекта је + 12° 12' 32" а ректасцензија 11h 24m 30,3s. Привидна величина (магнитуда) објекта IC 2802 износи 15,5 а фотографска магнитуда 16,5.